# Daga (Stadt)
Daga  (bhutanisch དར་དཀར Wylie dar dkar, auch Dagana, bhutanisch དར་དཀར་ན Wylie dar dkar na) ist eine Stadt im Goshi Gewog des Distrikt Dagana im Südwesten von Bhutan. Die Stadt ist administratives Zentrum, „Dzongkhag Thromde“, des Distrikts.
2005 hatte Daga 1.146 Einwohner.

## Geographie
Die Stadt liegt auf ca. 1558 m über dem Zusammenfluss von zwei Flüssen in einem Seitental des Puna Tsang Chhu. Der Ort mit dem Dagana Dzong liegt etwa 400 m über dem Talgrund. Im Norden schließt sich Chalaika mit dem Kloster Zamtok Lhakang an.
Im Süden, im Tal befindet sich das Elektrizitäts-Modul Darachu Micro Hydropower Plant.
Es gibt eine weiterführende Schule: Daga Central School.

## Klima
Nach dem Köppen-Geiger-System zeichnet sich Daga durch ein Gebirgsklima mit der Kurzbezeichnung Cwb aus.